# Malchower Weg 2

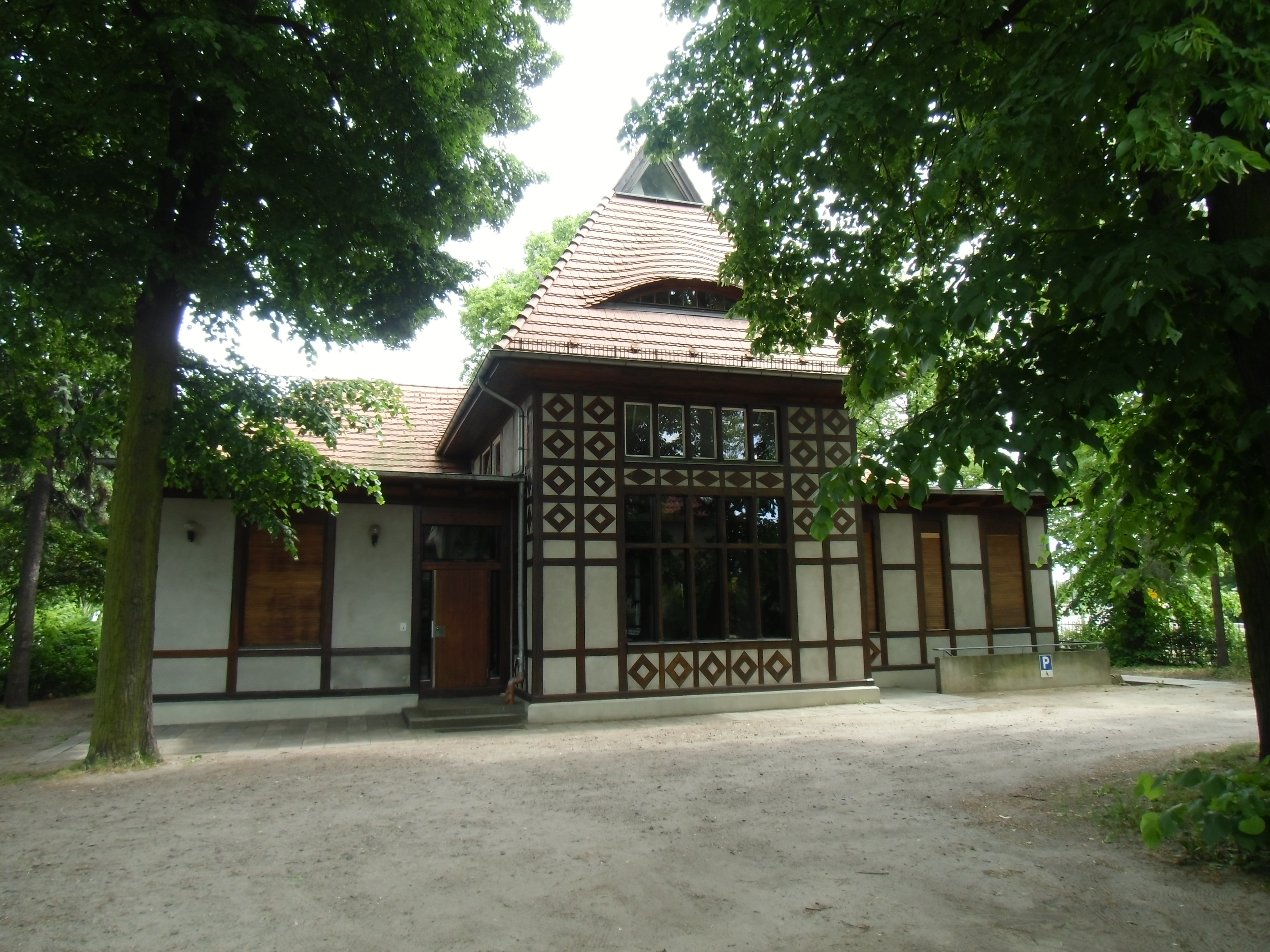
Haus Malchower Weg 2

Das Haus Malchower Weg 2 ist ein Baudenkmal im Malchower Weg im Ortsteil Alt-Hohenschönhausen des Berliner Bezirks Lichtenberg.

## Geschichte
Das kleine Fachwerkhaus wurde im Heimatstil als provisorische Stehbierhalle in den Jahren 1913 und 1914 vom Architekt Otto Besse gebaut. Die evangelische Kirchengemeinde erwarb das Haus im Jahr 1925. Bis zum Jahr 1995 waren unterschiedliche Einrichtungen im Haus untergebracht, dies erforderte in dieser Zeit immer wieder zahlreiche Umbauarbeiten des Hauses. Zuletzt wurde es als Kindergarten genutzt. Wegen größerer Bauschäden wurde die Nutzung im Jahr 1995 eingestellt.
Im Jahr 1996 hat die evangelische Kirchengemeinde beschlossen, das denkmalgeschützte Fachwerkhaus als Gemeindehaus umzubauen. Vor den Umbauarbeiten gab es umfangreiche Untersuchungen zum Bestand am Fachwerkhaus. Dabei hat man starke Schäden an den Holzteilen am Haus festgestellt, deshalb mussten zahlreiche Konstruktionselemente erneuert und ergänzt werden. Um ein Haus zum Gemeindehaus umbauen zu lassen, erforderten die funktionalen und räumlichen Anforderungen eine Erweiterung der vorhandenen Flächen. Die Fassade wurde denkmalgerecht wiederhergestellt. Das Fachwerk, Dach und Fenster wurden im ursprünglichen Zustand aufgearbeitet und saniert. Es mussten einige Fenster und Gefache komplett ersetzt werden. Die Planung sah vor, das Fachwerkhaus in seinem ländlichen äußeren Erscheinungsbild wiederherzustellen. Das Innere des Fachwerkhauses wurde komplett und vollständig umgestaltet. Das eingeschossige Haus wurde mit eingestellter Stahltreppe auf drei Etagen erweitert. Der Saal der ehemaligen Gaststätte wurde wieder erlebbar gemacht, durch Beseitigung nachträglicher Einbauten und Decken. Der Raum kann durch eine Öffnung benachbarter Räume vergrößert werden. Das WC und die Küche sind auf das Notwendigste reduziert worden. Die Ausbauelemente, die neue Konstruktion und die Materialien sind einfach und sichtbar belassen. Nach den Umbauarbeiten am denkmalgeschützten Fachwerkhaus wird es als Gemeindehaus der evangelischen Kirchengemeinde Hohenschönhausen genutzt. Im Haus finden auch Gottesdienste statt.